# Euthalia montana
Euthalia montana är en fjärilsart som beskrevs av Hans Fruhstorfer 1899. Euthalia montana ingår i släktet Euthalia och familjen praktfjärilar. Inga underarter finns listade i Catalogue of Life.